# Luís João Maria de Bourbon, Duque de Penthièvre
Luís João Maria de Bourbon (em francês: Louis-Jean-Marie de Bourbon; Rambouillet, 16 de novembro de 1725 – Vernon, 4 de março de 1793), duque de Penthièvre, foi um nobre francês e membro colateral da família real francesa. Sua caridade lhe rendeu o apelido de "Rei dos Pobres" e o poupou da morte durante a Revolução Francesa. Luís testemunhou a queda da monarquia e a execução dos antigos reis da França.

## Biografia
Luís João Maria nasceu no Castelo de Rambouillet em 16 de novembro de 1725, sendo filho de Luís Alexandre de Bourbon, conde de Toulouse, por sua vez filho legitimado de Luís XIV de França e sua amante Madame de Montespan. A mãe de Luís João Maria era Maria Vitória de Noailles, filha do duque de Noailles. Ao nascer, ele recebeu os títulos de "Duque de Penthèvre", "Príncipe de Laval", "Príncipe de Carignan", "Duque de Aumal", "Conde d'Eu", etc.
Em 1744, ele se casou com Maria Teresa Felicidade d'Este, princesa de Módena, filha de Francisco III d'Este, duque de Módena e Reggio, e bisneta de Luís XIV e de Madame de Montespan, e teve sete filhos com ela, dos quais apena um filho e uma filha sobreviveram até a idade adulta:
1. Luís Maria de Bourbon (2 de janeiro de 1746 – 15 de novembro de 1749), duque de Rambouillet, morreu na infância;
2. Luís Alexandre José Estanislau de Bourbon (6 de setembro de 1747 – 6 de maio de 1768), príncipe de Lamballe, casou-se com Maria Teresa Luísa de Saboia-Carignano, princesa da casa de Saboia, em 1767;
3. João Maria de Bourbon (17 de novembro de 1748 – 19 de maio de 1755), duque de Chateauvillain, morreu na infância;
4. Vincente Maria Luís de Bourbon (22 de junho de 1750 – 14 de março de 1752), conde de Guingamp, morreu na infância;
5. Maria Luísa de Bourbon (18 de outubro de 1751 – 25 de setembro de 1753),[7] morreu na infância;
6. Luísa Maria Adelaide de Bourbon (13 de março de 1753 – 23 de junho de 1821), Mademoiselle de Penthièvre, casou-se com Luís Filipe II José, duque de Orleães em 1769;
7. Luís Maria Felicidade de Bourbon (29 de abril de 1754 – 30 de abril de 1754), morreu logo após o nascimento.

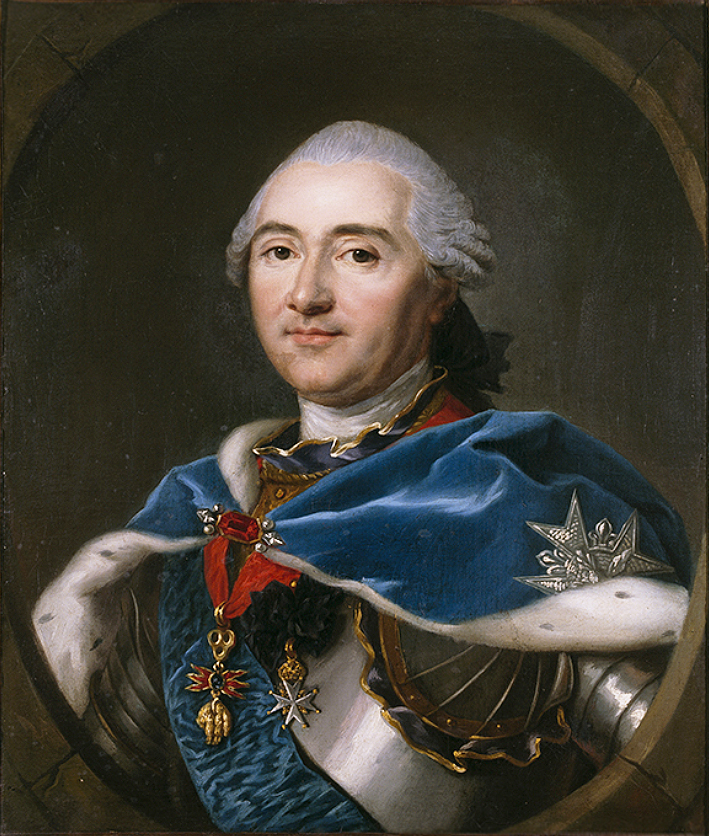
O duque de Penthièvre

Seu único filho varão sobrevivente, Luís Alexandre, morreu jovem, e a fortuna de Penthièvre passou para sua filha Luísa Maria Adelaide, que se casou com Luís Filipe II José, duque de Orleães. A jovem esposa viúva de seu filho, Maria Teresa Luísa de Saboia-Carignano, princesa de Lamballe, se tornou a principal dama de companhia da rainha Maria Antonieta e foi assassinada por uma multidão furiosa durante a Revolução Francesa.
Por ser nobre e realizar muitos atos de caridade, ele era chamado de "Rei dos Pobres". Em 1792, sua saúde foi agravada na sequência do massacre da princesa de Lamballe e pelo voto favorável do seu genro, o duque de Orleães, à sentença de morte a Luís XVI. Ele nunca recuperou a saúde e morreu no Castelo de Vizy em Vernon em 4 de março de 1793, aos 67 anos.